# جرارد دوهورست
جرارد دوهورست (به انگلیسی: Gerard Dewhurst) بازیکن فوتبال زادهٔ ۱۴ فوریه ۱۸۷۲ اهل کشور انگلستان بود که سابقهٔ بازی در تیم ملی فوتبال انگلستان را در کارنامهٔ خود دارد. وی در تاریخ ۱۸ مارس ۱۸۹۵ تنها بازی ملی خود را در مقابل تیم ملی فوتبال ولز انجام داد.